# Бергер, Сэмюель
Сэмюель Бергер (англ. Samuel Berger; 25 декабря 1884, Чикаго — 23 февраля 1925, Сан-Франциско) — американский боксёр, чемпион летних Олимпийских игр 1904.
На Играх 1904 в Сент-Луисе Бергер соревновался только тяжёлом весе, свыше 71,7 кг. Выиграв полуфинал у Уильяма Майклса и финал у Чарльза Майера, он стал чемпионом Игр и получил золотую медаль.
После этого, он стал профессионалом, на четыре года.
Бергер был евреем по национальности.
Член Международного еврейского спортивного зала славы (1985).